# UCI World Tour 2024
UCI World Tour 2024 byla série závodů, která zahrnovala 35 jednodenních a etapových závodů v rámci sezóny 2024. Seriál začal 16. ledna úvodní etapou Tour Down Under a skončil 20. října poslední etapou Tour of Guangxi.

## Závody
Oficiální kalendář byl odhalen na podzim 2023.
| Závod                             | Datum                     | Vítěz                      | 2. místo                     | 3. místo                       |
| --------------------------------- | ------------------------- | -------------------------- | ---------------------------- | ------------------------------ |
| Tour Down Under                   | 16. – 21. ledna           | Stephen Williams (GBR)     | Jhonatan Narváez (ECU)       | Isaac del Toro (MEX)           |
| Cadel Evans Great Ocean Road Race | 28. ledna                 | Laurence Pithie (NZL)      | Natnael Tesfatsion (ERI)     | Georg Zimmermann (GER)         |
| UAE Tour                          | 19. – 25. února           | Lennert Van Eetvelt (BEL)  | Ben O'Connor (AUS)           | Pello Bilbao (ESP)             |
| Omloop Het Nieuwsblad             | 24. února                 | Jan Tratnik (SLO)          | Nils Politt (GER)            | Wout Van Aert (BEL)            |
| Strade Bianche                    | 2. března                 | Tadej Pogačar (SLO)        | Toms Skujiņš (LAT)           | Maxim Van Gils (BEL)           |
| Paříž–Nice                        | 3. – 10. března           | Matteo Jorgenson (USA)     | Remco Evenepoel (BEL)        | Brandon McNulty (USA)          |
| Tirreno–Adriatico                 | 4. – 10. března           | Jonas Vingegaard (DEN)     | Juan Ayuso (ESP)             | Jai Hindley (AUS)              |
| Milán – San Remo                  | 16. března                | Jasper Philipsen (BEL)     | Michael Matthews (AUS)       | Tadej Pogačar (SLO)            |
| Volta a Catalunya                 | 18. – 24. března          | Tadej Pogačar (SLO)        | Mikel Landa (ESP)            | Egan Bernal (COL)              |
| Classic Brugge–De Panne           | 20. března                | Jasper Philipsen (BEL)     | Tim Merlier (BEL)            | Danny van Poppel (NED)         |
| E3 Saxo Classic                   | 22. března                | Mathieu van der Poel (NED) | Jasper Stuyven (BEL)         | Wout Van Aert (BEL)            |
| Gent–Wevelgem                     | 24. března                | Mads Pedersen (DEN)        | Mathieu van der Poel (NED)   | Jordi Meeus (BEL)              |
| Dwars door Vlaanderen             | 27. března                | Matteo Jorgenson (USA)     | Jonas Abrahamsen (NOR)       | Stefan Küng (SUI)              |
| Kolem Flander                     | 31. března                | Mathieu van der Poel (NED) | Luca Mozzato (ITA)           | Nils Politt (GER)              |
| Kolem Baskicka                    | 1. – 6. dubna             | Juan Ayuso (ESP)           | Carlos Rodríguez (ESP)       | Mattias Skjelmose (DEN)        |
| Paříž–Roubaix                     | 7. dubna                  | Mathieu van der Poel (NED) | Jasper Philipsen (BEL)       | Mads Pedersen (DEN)            |
| Amstel Gold Race                  | 14. dubna                 | Tom Pidcock (GBR)          | Marc Hirschi (SUI)           | Tiesj Benoot (BEL)             |
| Valonský šíp                      | 17. dubna                 | Stephen Williams (GBR)     | Kévin Vauquelin (FRA)        | Maxim Van Gils (BEL)           |
| Lutych–Bastogne–Lutych            | 21. dubna                 | Tadej Pogačar (SLO)        | Romain Bardet (FRA)          | Mathieu van der Poel (NED)     |
| Tour de Romandie                  | 23. – 28. dubna           | Carlos Rodríguez (ESP)     | Aleksandr Vlasov             | Florian Lipowitz (GER)         |
| Eschborn–Frankfurt                | 1. května                 | Maxim Van Gils (BEL)       | Alex Aranburu (ESP)          | Riley Sheehan (USA)            |
| Giro d'Italia                     | 4. – 26. května           | Tadej Pogačar (SLO)        | Daniel Felipe Martínez (COL) | Geraint Thomas (GBR)           |
| Critérium du Dauphiné             | 2. – 9. června            | Primož Roglič (SLO)        | Matteo Jorgenson (USA)       | Derek Gee (CAN)                |
| Tour de Suisse                    | 9. – 16. června           | Adam Yates (GBR)           | João Almeida (POR)           | Mattias Skjelmose Jensen (DEN) |
| Tour de France                    | 29. června – 21. července | Tadej Pogačar (SLO)        | Jonas Vingegaard (DEN)       | Remco Evenepoel (BEL)          |
| Clásica de San Sebastián          | 10. srpna                 | Marc Hirschi (SUI)         | Julian Alaphilippe (FRA)     | Lennert Van Eetvelt (BEL)      |
| Tour de Pologne                   | 12. – 18. srpna           | Jonas Vingegaard (DEN)     | Diego Ulissi (ITA)           | Wilco Kelderman (NED)          |
| Vuelta a España                   | 17. srpna – 8. září       | Primož Roglič (SLO)        | Ben O'Connor (AUS)           | Enric Mas (ESP)                |
| Bretagne Classic                  | 25. srpna                 | Marc Hirschi (SUI)         | Paul Magnier (FRA)           | Magnus Cort (DEN)              |
| / Renewi Tour                     | 28. srpna – 1. září       | Tim Wellens (BEL)          | Alec Segaert (BEL)           | Per Strand Hagenes (NOR)       |
| BEMER Cyclassics                  | 8. září                   | Olav Kooij (NED)           | Jonathan Milan (ITA)         | Biniam Girmay (ERI)            |
| Grand Prix Cycliste de Québec     | 13. září                  | Michael Matthews (AUS)     | Biniam Girmay (ERI)          | Rudy Molard (FRA)              |
| Grand Prix Cycliste de Montréal   | 15. září                  | Tadej Pogačar (SLO)        | Pello Bilbao (ESP)           | Julian Alaphilippe (FRA)       |
| Il Lombardia                      | 12. října                 | Tadej Pogačar (SLO)        | Remco Evenepoel (BEL)        | Giulio Ciccone (ITA)           |
| Tour of Guangxi                   | 15. – 20. října           | Lennert Van Eetvelt (BEL)  | Oscar Onley (GRB)            | Alex Baudin (FRA)              |